# Inna Alexandrowna Lassowskaja
Inna Alexandrowna Lassowskaja (russisch Инна Александровна Ласовская, engl. Transkription Inna Lasovskaya; * 17. Dezember 1969 in Moskau) ist eine ehemalige russische Dreispringerin.
1993 feierte sie ihren ersten großen Erfolg mit dem Gewinn der Bronzemedaille bei den Hallenweltmeisterschaften in Toronto. Bei den Weltmeisterschaften in Stuttgart schied sie allerdings in der Qualifikation aus. Im gleichen Jahr wurde sie mit gesprungenen 14,68 m zudem russische Vizemeisterin hinter Iolanda Tschen.
Im Jahr darauf errang sie Gold bei den Halleneuropameisterschaften und Silber bei den Europameisterschaften in Helsinki.
Einem vierten Platz bei den Weltmeisterschaften 1995 in Göteborg folgte bei den Olympischen Spielen 1996 in Atlanta der Gewinn der Silbermedaille, hinter der Weltrekordlerin Inessa Krawez und weitengleich mit der Dritten Šárka Kašpárková.
Im darauffolgenden Jahr gewann sie den Titel bei den Hallenweltmeisterschaften in Paris.
2000 startete sie bei den  Olympischen Spielen in Sydney, schied aber in der Qualifikation aus.
1994 und 1996 wurde sie russische Meisterin.
Inna Lassowskaja ist 1,78 m groß und wog zu Wettkampfzeiten 68 kg.

## Bestleistungen
- Dreisprung: 15,09 m, 31. Mai 1997, Valencia
  - Halle: 15,01 m, 8. März 1997, Paris